# Kaki King
Kaki King (født Katherine Elizabeth King, 24. august1979) er en amerikansk guitarist og komponist. Hun er kendt for sine percussion- og jazz-prægede melodier, energiske liveshows, brug af adskillige tuninger på akustisk og lap steel guitar, samt hendes brug af mange forskellige genrer.
I februar 2006 udgav Rolling Stone en liste med "The New Guitar Gods", hvor King var den eneste kvinde og den yngste kunstner på listen (hun er to måneder yngre end Derek Trucks, som var den næstyngste på listen).
Hun har udgivet seks LP'er, to EP'er samt filmmusik til både fjernsyn og film. Hun har arbejdet sammen med Eddie Vedder og Michael Brook til soundtracket til Sean Penns Into the Wild, for hvilket trioen modtog nomineringen Golden Globe Award for Best Original Score.

## Diskografi
Studiealbums
- Everybody Loves You (2003)
- Legs to Make Us Longer (2004)
- ...Until We Felt Red (2006)
- Dreaming of Revenge (2008)
- Junior (2010)
- Glow (2012)
- Everybody Glows B Sides & Rarities (2014)
- The Neck Is a Bridge to the Body (2015)
- Modern Yesterdays (2020)

### Live albums
- Live at Berklee (2017) [6]